# 甄侃斌
甄侃斌（Yan Hon Pan，1992年10月5日—），香港男子劍擊運動員。曾就讀博愛醫院鄧佩瓊紀念中學。

## 簡歷
2014年9月，甄侃斌代表中國香港參加南韓仁川舉行的亞運會劍擊比賽，與羅浩天、林衍聰和陳智軒合作贏得男子佩劍團體賽銅牌。